# Swordfishtrombones
Swordfishtrombones is een album van de singer-songwriter Tom Waits, uitgebracht in 1983. Dit was het eerste album dat Waits zelf produceerde, en het eerste dat uitkwam bij Island Records. 
Het album heeft geen strijkers en veel minder pianowerk dan zijn vorige albums; in plaats daarvan waren de dominante geluiden op de plaat lage-tonen hoorns, basinstrumenten, percussie en close-miked arrangementen (de meeste door Waits) die soms beter werden omschreven als 'soundscapes'.

## Kritiek
ind 1983 werd Swordfishtrombones door NME uitgeroepen tot het op één na beste album van het jaar (na Punch the clock van Elvis Costello).
In 1989 noemde Spin Swordfishtrombones het op één na beste album aller tijden. In 2000 werd het uitgeroepen tot nummer 374 in Colin Larkin's All Time Top 1000 Albums.
Pitchfork rangschikte Swordfishtrombones op nummer 11 in de lijst van 2002 van de beste albums van de jaren 1980. In 2006 vermeldde Q Swordfishtrombones als het 36e beste album van de jaren tachtig, terwijl Slant Magazine het in 2012 vermeldde als het 26e beste album van het decennium.

## Track listing
Alle nummers zijn door Tom Waits geschreven
1. "Underground" – 1:58
2. "Shore leave" – 4:12
3. "Dave the butcher" (instrumentaal) – 2:15
4. "Johnsburg, Illinois" – 1:30
5. "16 shells from a Thirty-Ought-Six" – 4:30
6. "Town with no cheer" – 4:22
7. "In the neighborhood" – 3:04
8. "Just another sucker on the vine" (instrumentaal) – 1:42
9. "Frank's wild years" – 1:50
10. "Swordfishtrombone" – 3:00
11. "Down, down, down" – 2:10
12. "Soldier's things" – 3:15
13. "Gin soaked boy" – 2:20
14. "Trouble's braids" – 1:18
15. "Rainbirds" (instrumentaal) – 3:05

## Muzikanten
- Tom Waits - zang, orgel, piano, synthesizer,
- Victor Feldman - basmarimba, marimba,
- Larry Taylor - contrabas, basgitaar
- Randy Aldcroft - hoorn, Trombone
- Stephen Taylor Arvizu Hodges - Drums
- Fred Tackett - elektrische gitaar, banjo

## Hitlijsten
| Chart (1983)                   | Hoogste positie |
| ------------------------------ | --------------- |
| Album Top 100                  | 48              |
| UK Albums Chart                | 62              |
| US Billboard 200               | 167             |
| Chart (1984)                   | Hoogste positie |
| New Zealand RIANZ Albums Chart | 45              |
| Norwegian Albums Chart         | 18              |

## Overig
Het nummer Shore Leave werd in 1995 gesampled voor de hit No Government van Nicolette.